# Муэдзин

Жан-Леон Жером. Муэдзин призывает верующих на молитву с вершины минарета (1879)

Муэдзи́н (араб. مُؤَذِّن‎, произн. как «муаз̱з̱ин»), моэззин, муаззин, муэззи́н, азанчи́, муна́ди, биля́л — в исламе мужчина-служитель мечети или один из прихожан, которого данный служитель мечети одобрил, совершающий азан: призыв мусульман на  молитву (намаз).

## История
Глагол азана в переводе с арабского означает «кричать на публике». По мнению историков, ещё до появления ислама в арабских племенах существовал обычай издавать особый крик, например, для сбора членов племени на военный совет. Человека, которому поручалось зазывать людей, называли мунади или муаззин.
Традиция призыва на молитву (азан) возникла либо до переселения пророка Мухаммеда в Медину (хиджра), либо через два года после переселения. Ритуал азана введен по аналогии с колокольным звоном у христиан и звуком трубы у иудеев. Первым муэдзином был абиссинец Билял ибн Рабах, обладавший голосом необычайной силы, который был слышен по всей Медине. Эту обязанность возложил на него пророк Мухаммад. Помимо него, одним из первых муэдзинов был и Абдуллах ибн Умм Мактум.
Сначала он зазывал людей на молитву на улицах, и лишь спустя некоторое время для этого стали использовать самую высокую точку в городе. Существовали и региональные способы призыва: в Индонезии в ряде мечетей начало молитвы анонсируется звуками гонга (влияние буддизма), в Фесе (Марокко) на минарете укрепляли знамя, а в тёмное время — зажигали лампу.
В некоторых странах азан записывается на магнитофон и транслируется с помощью громкоговорящей аппаратуры, работающей по таймеру.

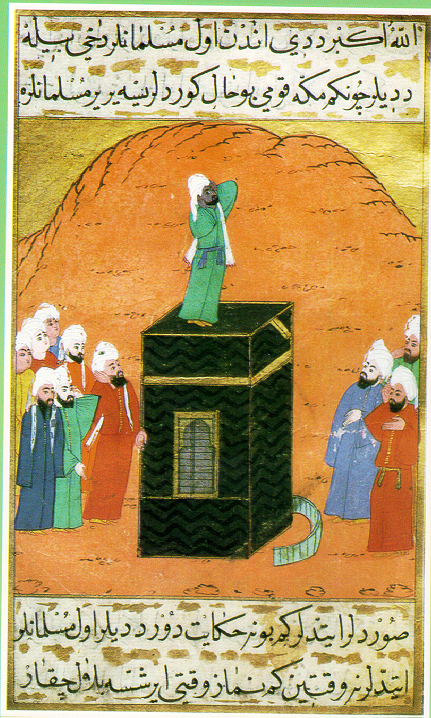
Билял ибн Рабах — первый муэдзин

## Обязанности муэдзина
С самого начала муэдзин рассматривался как помощник имама мечети. Второй Праведный халиф Умар ибн аль-Хаттаб (634—644) отправил в помощь наместнику Куфы человека в качестве «муэдзина и визиря». Во времена Умара выработался ритуал, когда муэдзин сначала призывал мусульман на улице, а затем отправлялся к правителю, приветствовал его и приглашал на молитву (намаз). Вернувшись в мечеть, муэдзин объявлял о начале намаза.
При омейядском халифе Абд аль-Малике (685—705) в мечетях стали появляться минареты, а азан стали осуществлять непосредственно с балкона минарета. По сообщениям арабского путешественника Ибн Баттуты (1304—1377), в обязанности муэдзина Хорезма входило выгонять мусульман из своих домов на молитву.
Муэдзином должен быть совершеннолетний мусульманин (хотя допускаются и несовершеннолетние мальчики), который находится в здравом уме. Нежелательно (макрух) распевать азан:
- в состоянии ритуальной нечистоты (джунуб);
- в нетрезвом состоянии;
- женщине;
- человеку, совершающему большие грехи (кабаир)[6].

Муэдзин должен был обладать мощным, но приятным голосом. Они распевают азан в особой мелодичной форме. Детей, которые обнаруживали способности к пению, обучали мелодичному произнесению слов азана. Функции муэдзина могли переходить по наследству. Иногда муэдзинами назначали слепых мальчиков, которые, поднимаясь на минарет, не могли видеть того, что происходит во дворах и домах жителей и, в частности, женщин. Большинство исламских богословов считают, что муэдзин может получать материальное вознаграждение за свою работу, если является нуждающимся.
Кроме азана, муэдзины стали исполнять специальные славословия. Иногда в обязанности муэдзина входила проверка правильности киблы (направления на молитву) при строительстве мечети, а также расчёт времени намаза.